# Communauté baptiste du Fleuve Congo
La Communauté baptiste du Fleuve Congo (CBFC) est une association chrétienne évangélique d'églises baptistes en République démocratique du Congo.  Elle est affiliée à l’Église du Christ au Congo et à l’Alliance baptiste mondiale. Son siège est situé à Kinshasa. 

## Histoire
La Communauté Baptiste du Fleuve Congo a ses origines dans une mission britannique de la Société missionnaire baptiste installée le long du Fleuve Congo en 1880, par Thomas J. Comber et George Grenfell ,,.  
En 1960, l’Église baptiste du Bas Fleuve, l’Église baptiste du Haut Congo et l’Église baptiste du Moyen Fleuve s’unissent pour former la Communauté baptiste du Fleuve Zaïre. 
En 2006, la Communauté comptait 221 églises et 274.092 membres.
Selon un recensement de l’association, en 2023 elle disait avoir 2,685 églises et 1,765,836 membres.